# Allahşükür Paşazadə

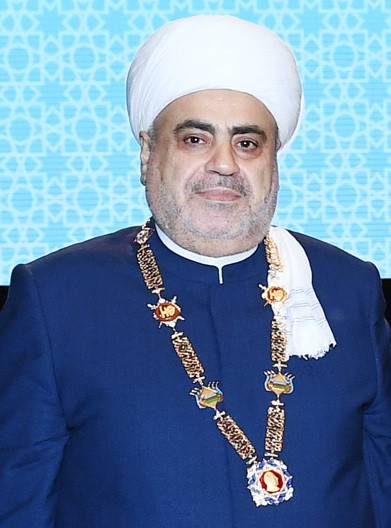
Allahşükür Paşazadə (2019)

Allahşükür Paşazadə, im Deutschen Allahschükür Paschazade (russisch Пашазаде Аллахшукюр Гуммет оглу́ Paschasade Allachschukjur Gummet oglu, mit vollem Titel: Şeyx-ül-İslam Hacı Allahşükür Paşazadə Hümmət oğlu; * 26. August 1949 in Cil, AsSSR) ist ein talyschischer Scheichülislam und der Großmufti des Kaukasus und somit geistliches Oberhaupt der Muslime der Region.

## Leben
Allahşükür Paşazadə ist am 26. August 1949 im Ort Cil im Bezirk Lənkəran in Aserbaidschan zur Welt gekommen. Seine erste theologische Ausbildung erhielt er von Geistlichen in seiner Heimat. Nachdem er sich 1968 an der Medresse "Mir-Arab" im usbekischen Buchara eingeschrieben hatte, schloss er sein Studium der islamischen Theologie im Jahre 1975 an der Islamischen Universität Taschkent ab. Im gleichen Jahr wurde er zum Generalsekretär und zum stellvertretenden Leiter der geistlichen Verwaltung der nordkaukasischen Muslime (Muftirat) ernannt. 1980 stieg er zum Leiter derselben Organisation auf und erhielt außerdem den Titel eines Scheikh-ul-Islams. 1986 wurde er zum Mitglied der Königlich Jordanischen Akademie gewählt. Paschazade ist Professor an der Staatlichen Universität von Baku und Doktor der Geschichte.
1992 wurde Paschazade durch eine Schura bestehend aus den religiösen Oberhäuptern der Muslime von Aserbaidschan, Daghestan, Kabardino-Balkarien, Georgien, Inguschetien, Tschetschenien, Karatschai-Tscherkessien und Adygeja zum Vorsitzenden des Obersten Religiösen Rates der Kaukasusvölker gewählt.
Paschazade ist Mitglied im Vorsitz der internationalen Islam-Konferenz, im Vorsitz der Eurasischen Islam-Schura und in einigen internationalen Organisationen. 2004 wurde er zum Co-Präsidenten des Rates für religiösen Dialog der Gemeinschaft unabhängiger Staaten gewählt. 2009 wurde er zum Mitglied der Beratungskommission der Muslime der GUS gewählt.
Nach der Veröffentlichung des Romans Träume aus Stein im Dezember 2012 durch den beliebten aserbaidschanischen Schriftsteller Akram Aylisli, in dem dieser an Pogrome gegen Armenier in Aserbaidschan erinnert, brandmarkte Scheich Allahşükür Paşazadə den Autor als Abtrünnigen, so wie dies zuvor bereits der aserbaidschanische Staatspräsident İlham Əliyev getan hatte. Nachdem der verurteilte und bekennende Mörder Ramil Səfərov, der in Ungarn einen schlafenden armenischen Offizier mit einer Axt enthauptet hatte, abgeschoben und in Baku als Nationalheld empfangen worden war, ohne dass Paşazadə darüber ein kritisches Wort verloren hatte, war der bereits 2006 geschriebene Roman vom hierüber empörten Autor Akram Aylisli veröffentlicht worden.
Er war einer der 138 Unterzeichner des offenen Briefes Ein gemeinsames Wort zwischen Uns und Euch (engl. A Common Word Between Us & You), den Persönlichkeiten des Islam an „Führer christlicher Kirchen überall“ (engl. "Leaders of Christian Churches, everywhere …") sandten (13. Oktober 2007).

## Werke
- Islam im Kaukasus
- Märtyrertum im Islam
- Nationale Beziehungen und Religion
- Das Volk und die Gesellschaft im Islam

## Auszeichnungen
- Freundschaftsorden für Völkerverständigung (1988) (UdSSR)
- Auszeichnung "Al-'Ilm wa al-Amal" (1992) (Ägypten)
- Ehrenorden (1994) (Ägypten)
- Freiheitsorden (1999) (Aserbaidschan)
- Orden des Heiligen Wladimir I. Grades (2001) (Russisch-Orthodoxe Kirche/Russland)
- Ehrenorden (2001) (Georgien)
- Gregoriusorden (2006) (Heiliger Stuhl)
- Ehrenorden (2009) (Russland)